# Asdaga
Asdaga är en vulkan i Etiopien.   Den ligger i regionen Afar, i den nordöstra delen av landet, 600 km nordost om huvudstaden Addis Abeba. Toppen på Asdaga är 1 575 meter över havet.
Terrängen runt Asdaga är huvudsakligen lite bergig. Runt Asdaga är det ganska glesbefolkat, med 32 invånare per kvadratkilometer. Det finns inga samhällen i närheten. Trakten runt Asdaga är ofruktbar med lite eller ingen växtlighet.